# Tweede klasse 2010-11 (voetbal België)
Het seizoen 2010/2011 van de Belgische Tweede Klasse startte op woensdag 18 augustus 2010 en eindigt in het voorjaar van 2011. OH Leuven werd kampioen. De competitie werd tot 1 januari 2011 ook de EXQI League genoemd, naar de naam van de toenmalige sponsor voor Tweede Klasse. In het seizoen 2009-2010 moesten er 2 ploegen deelnemen aan de degradatie-eindronde zodat het aantal ploegen in 2de klasse terug op 18 kwam in het seizoen 2010-2011.

## Naamswijzigingen
- KV Red Star Waasland fuseerde met KSK Beveren en werd KVRS Waasland - SK Beveren.

## Gedegradeerde teams
Deze teams degradeerden uit Eerste Klasse voor de start van het seizoen:
- KSV Roeselare (voorlaatste in Eerste Klasse, laatste in eindronde)

De rechtstreekse daler, het laatst geklasseerde R. Excelsior Mouscron kwam niet uit in Tweede Klasse. De uitslagen van RE Mouscron werden op 28 december 2009 geschrapt nadat de club driemaal forfait had gegeven. De club staakte zijn activiteiten in januari 2010 en stamnummer 224 verdween in een fusie met RRC Péruwelz (stamnummer 216), dat zijn naam wijzigde in Royal Mouscron-Péruwelz. Aangezien deze laatste club een voortzetting is van stamnummer 216, ging deze club van start in Vierde klasse en niet in Tweede Klasse.

## Gepromoveerde teams
Deze teams promoveerden uit Derde Klasse:
- KSK Heist (kampioen 3A)
- RCS Visétois (kampioen 3B)
- K. Rupel Boom FC (winst eindronde)

## Promoverende teams
Deze teams promoveren naar Eerste Klasse op het eind van het seizoen:
- Oud-Heverlee Leuven (kampioen)
- RAEC Mons (eindronde)

## Degraderende teams
Deze teams degraderen naar Derde Klasse op het eind van het seizoen:
- KV Turnhout (16e plaats, uitgeschakeld in de tweede ronde van de eindronde Derde klasse)
- K. Rupel Boom FC (17de plaats)
- RFC Tournai (18de plaats)

## Ploegen
Achttien clubs spelen in het seizoen 2010/11 in Tweede Klasse. Twaalf clubs komen uit Vlaanderen, vijf uit Wallonië en één uit Brussel. De best vertegenwoordigde provincies zijn Antwerpen en Brabant, met elk vier clubs (Vlaams- en Waals-Brabant en Brussel vormen bij de KBVB één "provincie"). Henegouwen en Oost-Vlaanderen tellen elk drie clubs, West-Vlaanderen twee, en Luik en Limburg elk een.
| Club                     | Plaats                       | Trainer              | Vorige trainers seizoen 2010/11 |    |
| ------------------------ | ---------------------------- | -------------------- | ------------------------------- | -- |
| FCV Dender EH            | Denderleeuw                  | Vital Borkelmans     |                                 | 1  |
| FC Brussels              | Sint-Jans-Molenbeek, Brussel | Michel De Wolf       | Chris Van Puyvelde              | 2  |
| Oud-Heverlee Leuven      | Leuven                       | Ronny Van Geneugden  |                                 | 3  |
| Lommel United            | Lommel                       | Franky Van der Elst  |                                 | 4  |
| R. Antwerp FC            | Antwerpen                    | Bart De Roover       | Colin Andrews                   | 5  |
| AFC Tubize               | Tubeke                       | Dany Ost             | Mwinyi Zahera                   | 6  |
| KSK Heist                | Heist-op-den-Berg            | Francis Bosschaerts  |                                 | 7  |
| K. Standaard Wetteren    | Wetteren                     | Wim De Corte         |                                 | 8  |
| K. Rupel Boom FC         | Boom                         | Yves Cloots          | Peter Van Wambeke               | 9  |
| KVK Tienen               | Tienen                       | Valère Billen        | Daniël Nassen                   | 10 |
| RAEC Mons                | Bergen                       | Dennis Van Wijk      | Geert Broeckaert                | 11 |
| RFC Tournai              | Doornik                      | Patrick Asselman     | Casimir Jagiello                | 12 |
| KSV Roeselare            | Roeselare                    | Nico Vanderdonck     |                                 | 13 |
| KVRS Waasland-SK Beveren | Beveren                      | Dirk Geeraerd        |                                 | 14 |
| KV Turnhout              | Turnhout                     | Frank Braeckmans     | Luc Beyens                      | 15 |
| KV Oostende              | Oostende                     | Frederik Vanderbiest | Thierry Pister                  | 16 |
| R. Boussu Dour Borinage  | Boussu                       | Michel Wintacq       |                                 | 17 |
| RCS Visétois             | Wezet                        | José Riga            |                                 | 18 |

| 1 2 3 4 5 6 7 8 9 10 11 12 13 14 15 16 17 18 Geografische verspreiding clubs |

## Klassement
|    |    |                            | P  | W  | G  | V  | +  | -  | DS  | Ptn |
| -- | -- | -------------------------- | -- | -- | -- | -- | -- | -- | --- | --- |
| K  | 1  | Oud-Heverlee Leuven        | 34 | 22 | 7  | 5  | 75 | 38 | 37  | 73  |
| EP | 2  | Lommel United              | 34 | 20 | 5  | 9  | 73 | 44 | 29  | 65  |
| EP | 3  | RAEC Mons                  | 34 | 17 | 8  | 7  | 63 | 38 | 25  | 59  |
| EP | 4  | KVRS Waasland - SK Beveren | 34 | 15 | 11 | 8  | 51 | 35 | 16  | 56  |
|    | 5  | RCS Visétois               | 34 | 14 | 9  | 11 | 52 | 48 | 4   | 51  |
|    | 6  | R. Antwerp FC              | 34 | 14 | 8  | 12 | 54 | 53 | 1   | 50  |
|    | 7  | FCV Dender EH              | 34 | 15 | 4  | 15 | 54 | 54 | 0   | 49  |
|    | 8  | AFC Tubize                 | 34 | 13 | 8  | 13 | 46 | 55 | -9  | 47  |
|    | 9  | KV Oostende                | 34 | 13 | 6  | 15 | 41 | 48 | -7  | 45  |
|    | 10 | KSK Heist                  | 34 | 12 | 7  | 15 | 57 | 67 | -10 | 43  |
|    | 11 | FC Brussels                | 34 | 12 | 6  | 16 | 50 | 51 | -1  | 42  |
|    | 12 | K. Standaard Wetteren      | 34 | 10 | 12 | 12 | 42 | 51 | -9  | 42  |
|    | 13 | R. Boussu Dour Borinage    | 34 | 11 | 8  | 15 | 48 | 52 | -4  | 41  |
|    | 14 | KVK Tienen                 | 34 | 11 | 8  | 15 | 35 | 47 | -12 | 41  |
|    | 15 | KSV Roeselare              | 34 | 10 | 11 | 13 | 38 | 42 | -4  | 41  |
| ED | 16 | KV Turnhout                | 34 | 10 | 10 | 14 | 48 | 59 | -11 | 40  |
| D  | 17 | K. Rupel Boom FC           | 34 | 10 | 7  | 17 | 36 | 56 | -20 | 37  |
| D  | 18 | RFC Tournai                | 34 | 5  | 9  | 20 | 38 | 63 | -25 | 24  |

P: wedstrijden gespeeld, W: wedstrijden gewonnen, G: gelijke spelen, V: wedstrijden verloren, +: gescoorde doelpunten, -: doelpunten tegen, DS: doelsaldo, Ptn: totaal punten
 K: kampioen en promotie, EP: eindronde voor promotie, ED: eindronde voor degradatie D: degradatie

## Periodekampioenen
Na drie seizoenen werden vanaf dit seizoen weer periodetitels toegekend. Periodewinst leverde een plaats in de eindronde op.
- Eerste periode: KVRS Waasland-SK Beveren, 23 punten
- Tweede periode: Lommel United, 27 punten
- Derde periode: Oud-Heverlee Leuven, 27 punten. Aangezien OH Leuven ook kampioen werd, neemt de hoogst gerangschikte club die geen periodekampioen werd, in dit geval het in de competitie derde geëindigde RAEC Mons, de plaats van OH Leuven in de eindronde in.

De vierde plaats in de eindronde werd ingenomen door KAS Eupen, de winnaar van Play-Downs in eerste klasse.

## Eindronde voor Promotie

### Wedstrijden
| Datum  | Uur   | Wedstrijd                        | Uitslag |
| ------ | ----- | -------------------------------- | ------- |
| 08 mei | 15:00 | RAEC Mons - Waasland-Beveren     | 2 - 2   |
| 08 mei | 15:00 | KAS Eupen - Lommel United        | 1 - 4   |
| 12 mei | 20:30 | Lommel United - RAEC Mons        | 1 - 5   |
| 12 mei | 20:30 | Waasland-Beveren - KAS Eupen     | 4 - 2   |
| 15 mei | 15:00 | Waasland-Beveren - Lommel United | 2 - 1   |
| 15 mei | 15:00 | RAEC Mons - KAS Eupen            | 3 - 1   |
| 19 mei | 20:30 | Lommel United - Waasland-Beveren | 2 - 1   |
| 19 mei | 20:30 | KAS Eupen - RAEC Mons            | 0 - 2   |
| 22 mei | 15:00 | Lommel United - KAS Eupen        | 4 - 1   |
| 22 mei | 15:00 | Waasland-Beveren - RAEC Mons     | 3 - 2   |
| 26 mei | 20:30 | KAS Eupen - Waasland-Beveren     | 0 - 1   |
| 26 mei | 20:30 | RAEC Mons - Lommel United        | 4 - 0   |

### Eindstand
|   |   |                          | P | W | G | V | +  | -  | DS  | Ptn |
| - | - | ------------------------ | - | - | - | - | -- | -- | --- | --- |
| T | 1 | RAEC Mons                | 6 | 4 | 1 | 1 | 18 | 7  | 11  | 13  |
| T | 2 | KVRS Waasland-SK Beveren | 6 | 4 | 1 | 1 | 13 | 9  | 4   | 13  |
|   | 3 | Lommel United            | 6 | 3 | 0 | 3 | 12 | 14 | -2  | 9   |
|   | 4 | KAS Eupen                | 6 | 0 | 0 | 6 | 5  | 18 | -13 | 0   |

P: wedstrijden gespeeld, W: wedstrijden gewonnen, G: gelijke spelen, V: wedstrijden verloren, +: gescoorde doelpunten, -: doelpunten tegen, DS: doelsaldo, Ptn: totaal punten
 T: testwedstrijd voor promotie 
Testwedstrijd voor promotie
Waasland-Beveren en Mons eindigden met gelijke punten als eerste. Een testwedstrijd moest uitsluitsel brengen.
|                                               |                          |       |                          |                                                        |
| 29 mei 2011 16:00 Testwedstrijd voor promotie | RAEC Mons                | 2 - 1 | KVRS Waasland-SK Beveren | Stade Leburton, Tubeke Scheidsrechter: Peter Vervecken |
| 29 mei 2011 16:00 Testwedstrijd voor promotie | Jarju 43' Timmermans 87' |       | 66' Bourabia             | Stade Leburton, Tubeke Scheidsrechter: Peter Vervecken |

## Degradatie-eindronde
Het team dat 16de eindigde, KV Turnhout, speelde een eindronde met een aantal derdeklassers en ging daar van start in de tweede ronde van die eindronde.

## Topscorers
| Speler           | Goals | Team               | Land      |
| ---------------- | ----- | ------------------ | --------- |
| Hamdi Harbaoui   | 25    | OH Leuven          | Tunesië   |
| Jeroen Ketting   | 21    | Lommel Utd         | Nederland |
| Kevin Oris       | 21    | Antwerp FC         | België    |
| Mustapha Jarju   | 18    | RAEC Mons          | Gambia    |
| Guillaume Legros | 17    | CS Visé            | België    |
| Kamal Ouejdide   | 17    | RBD Borinage       | Marokko   |
| Bram Criel       | 16    | KSK Heist          | België    |
| Jan De Langhe    | 16    | Standaard Wetteren | België    |
| Jordan Remacle   | 16    | OH Leuven          | België    |

De officiële benamingen van deze competitie luidden achtereenvolgens Bevordering (van 1909 tot 1926), Eerste Afdeling (van 1926 tot 1952), Tweede Klasse (van 1952 tot 2016). 
In 2016 werd de Tweede Klasse opgeheven en vervangen door Eerste klasse B en Eerste klasse Amateurs.
Nationaal voetbal · Regionaal voetbal · Provinciaal voetbal · KBVB · Nationaal voetbalelftal · Nationaal dameselftal
Belgisch nationaal voetbal
Eerste klasse A · Eerste klasse B · Eerste nationale · Beker van België · Belgische Supercup
Super League · Eerste klasse (vrouwen) · Tweede klasse (vrouwen) · Beker van België (vrouwen) · Belgische Supercup (vrouwen)